# Deinogalerix koenigswaldi
Deinogalerix koenigswaldi — викопний вид ссавців родини Їжакові (Erinaceidae). Вид є найбільшим представником ряду їжакоподібних. Голотип RGM 178100 знайдений у 1972 році у відкладеннях ракушнику поблизу міста Бьянконе в Італії. Голотип являє собою лише рештки зубів. Пізніше був знайдений майже повний скелет. Цей скелет зберігається у Національному музеї Природознавства у Лейдені у Нідерландах. Deinogalerix koenigswaldi сягав 60 см завдовжки й був у 5 раз важчий за сучасного їжака (важив приблизно 10 кг). Вид існував у кінці міоцену.